# العلاقات الإسواتينية البالاوية
العلاقات الإسواتينية البالاوية هي العلاقات الثنائية التي تجمع بين إسواتيني وبالاو.

## مقارنة بين البلدين
هذه مقارنة عامة ومرجعية للدولتين:
| وجه المقارنة                                              | إسواتيني                                   | بالاو                         |
| --------------------------------------------------------- | ------------------------------------------ | ----------------------------- |
| المساحة (كم2)                                             | 17.36 ألف                                  | 465                           |
| عدد السكان (نسمة)                                         | 1.37 مليون                                 | 21.73 ألف                     |
| الكثافة السكانية (ن./كم²)                                 | 78.92                                      | 4.67 ألف                      |
| العاصمة                                                   | لوبامبا، مبابان                            | نغيرولمود، كورور              |
| اللغة الرسمية                                             | لغة إنجليزية، لغة سوازي                    | لغة إنجليزية، اللغة البالاوية |
| العملة                                                    | ليلانغيني سوازيلندي                        | دولار أمريكي                  |
| الناتج المحلي الإجمالي (بليون دولار)                      | 4.41 مليار                                 | 291.54 مليون                  |
| الناتج المحلي الإجمالي (تعادل القوة الشرائية) بليون دولار | 11.13 مليار                                | 326.12 مليون                  |
| الناتج المحلي الإجمالي الاسمي للفرد دولار أمريكي          | 3.20 ألف                                   | 13.50 ألف                     |
| الناتج المحلي الإجمالي للفرد دولار أمريكي                 | 8.29 ألف                                   | 14.76 ألف                     |
| مؤشر التنمية البشرية                                      | 0.531                                      | 0.780                         |
| رمز المكالمات الدولي                                      | +268                                       | +680                          |
| رمز الإنترنت                                              | .sz                                        | .pw                           |
| المنطقة الزمنية                                           | التوقيت القياسي لجنوب أفريقيا، ت ع م+02:00 | ت ع م+09:00                   |

## منظمات دولية مشتركة
يشترك البلدان في عضوية مجموعة من المنظمات الدولية، منها:
| علم المنظمة | اسم المنظمة                                 | تاريخ انضمام إسواتيني | تاريخ انضمام بالاو |
| ----------- | ------------------------------------------- | --------------------- | ------------------ |
|             | مجموعة دول أفريقيا والكاريبي والمحيط الهادئ | ?                     | ?                  |
|             | مؤسسة التنمية الدولية                       | 22 سبتمبر 1969        | 16 ديسمبر 1997     |
|             | الأمم المتحدة                               | 24 سبتمبر 1968        | 15 ديسمبر 1994     |
|             | البنك الدولي للإنشاء والتعمير               | 22 سبتمبر 1969        | 16 ديسمبر 1997     |
|             | منظمة حظر الأسلحة الكيميائية                | ?                     | ?                  |
|             | مؤسسة التمويل الدولية                       | 22 سبتمبر 1969        | 16 ديسمبر 1997     |
|             | وكالة ضمان الاستثمار متعدد الأطراف          | 18 أبريل 1990         | 16 ديسمبر 1997     |
|             | يونسكو                                      | 25 يناير 1978         | 20 سبتمبر 1999     |